# Българи (област Габрово)
 За другото българско село вижте Българи (Област Бургас).  
Българи е бивше село в Северна България, присъединено към село Млечево, община Севлиево, област Габрово.

## География
Село Българи се намира в планински район.

## История
- От 23 март 2013 г. село Българи е присъединено към Млечево.[2]

## Население
| Българи                                      | Българи | Българи | Българи | Българи | Българи | Българи | Българи | Българи | Българи | Българи | Българи | Българи | Българи |
| -------------------------------------------- | ------- | ------- | ------- | ------- | ------- | ------- | ------- | ------- | ------- | ------- | ------- | ------- | ------- |
| година                                       | 1934    | 1946    | 1956    | 1965    | 1975    | 1985    | 1992    | 2001    | 2011    |         |         |         |         |
| население                                    | 166     | 149     | 137     | 75      | 45      | 28      | 24      | 17      | 6       |         |         |         |         |
| Източници: Национален статистически институт |         |         |         |         |         |         |         |         |         |         |         |         |         |